# Molophilus perhirtipes
Molophilus perhirtipes är en tvåvingeart som beskrevs av Alexander 1961. Molophilus perhirtipes ingår i släktet Molophilus och familjen småharkrankar. Inga underarter finns listade i Catalogue of Life.